# Cipriano Isusi
Cipriano Isusi Alday (Galdames, 1898 - Sodupe, 1980) fue un político español de ideología nacionalista vasca y miliciano vasco.

## Biografía
Cipriano Isusi nació en 1898 en el barrio Castaños en Galdames, Vizcaya en el País Vasco. De familia nacionalista vasca, se afilió desde joven al Partido Nacionalista Vasco (PNV), desempeñando distintos cargos (en el partido y en las instituciones).
Tras el Golpe de Estado en España de julio de 1936 se unió para luchar y luchó en el Euzko Gudarostea, ejército del Gobierno de Euzkadi (después Cuerpo de Ejército de Euzkadi), a favor del Gobierno de la Segunda República Española y del Gobierno de Euzkadi. En la Guerra civil española tuvo un importante papel en la defensa del frente norte, especialmente en la defensa de Vizcaya.
En 1938, a finales de la Guerra civil española y con el triunfo del bando nacional y el establecimiento de la Junta Técnica del Estado, Isusi fue sometido a Consejo de Guerra y condenado a pena de prisión por rebelión ("condenado por adhesión a la rebelión") y fue encarcelado en la colonia penitenciaria de El Dueso (Santoña) y después trasladado para cumplir condena al Penal de El Puerto de Santa María, junto a sus compañeros Juan de Ajuriaguerra, político y presidente del PNV en el exilio, y Jesús María Leizaola, político y lendakari del Gobierno de Euzkadi en el exilio.
Al ser nacionalista vasco y haber luchado en el batallón del Euzko Gudarostea a favor de la Segunda República Española, a finales de la Guerra civil española los nacionales le echaron a él y a toda su familia de su caserío familiar y tierras en Galdames y les confiscaron el caserío y les quemaron todo su dinero. Después de eso se tuvieron que ir a vivir a la localidad de Güeñes.